# Космос-379
Космос-379 — космічний апарат для відпрацювання систем радянського місячного корабля в рамках виконання радянської місячної програми.

## Політ
Агрегати і системи Т2К в основному відповідали системам місячного корабля. На навколоземній орбіті моделювалася робота рушійної установки, операцій штатної посадки на Місяць.
24 листопада 1970 року Космос-379 вийшов на орбіту з висотою 192–232 км.
Приблизно через 3,5 доби увімкнувся Рідинний ракетний двигун блоку «Є», який в режимі глибокого дроселювання дещо збільшив швидкість апарата, імітуючи зависання корабля ЛК над місячною поверхнею. Внаслідок цього маневру висота апогею орбіти апарата збільшилася до 1210 км, а період обертання до 99 хв.
Після різних перевірок бортової апаратури з імітацією перебування на Місяці через чотири доби скинуто місячний посадковий пристрій «ЛПУ» (рос. Лунное посадочное устройство) і двигун блоку «Є» увімкнувся вдруге. У режимі максимальної тяги він збільшив швидкість більш ніж на 1,5 км/с, імітуючи вихід ЛК на навколомісячну орбіту для зустрічі з ЛОК. Внаслідок цього маневру висота апогею орбіти Т2К збільшилася до 14035 км, а період обертання до 4 годин.
Після цього апарат перебував у режимі стабілізації, імітуючи маневри зближення і стикування з ЛОК.
В польоті посадковий ступінь перевірив свої системи й особливих проблем виявлено не було.
21 вересня 1983 року апарат зійшов з орбіти Землі і згорів в атмосфері.